# Sukanya Srisurat
Sukanya Srisurat est une haltérophile thaïlandaise née le 3 mai 1995. Elle a remporté l'épreuve des moins de 58 kg aux Jeux olympiques d'été de 2016 à Rio de Janeiro.